# Parnassius charltonius
Parnassius charltonius är en fjärilsart som beskrevs av Gray 1853. Parnassius charltonius ingår i släktet Parnassius och familjen riddarfjärilar. Inga underarter finns listade i Catalogue of Life.

## Bildgalleri

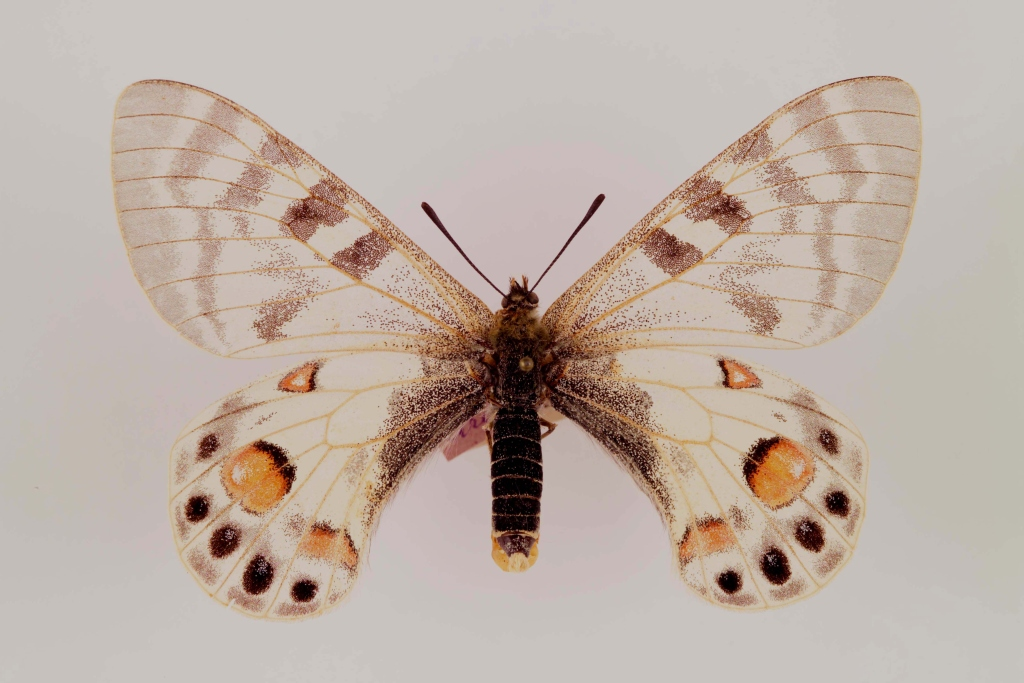
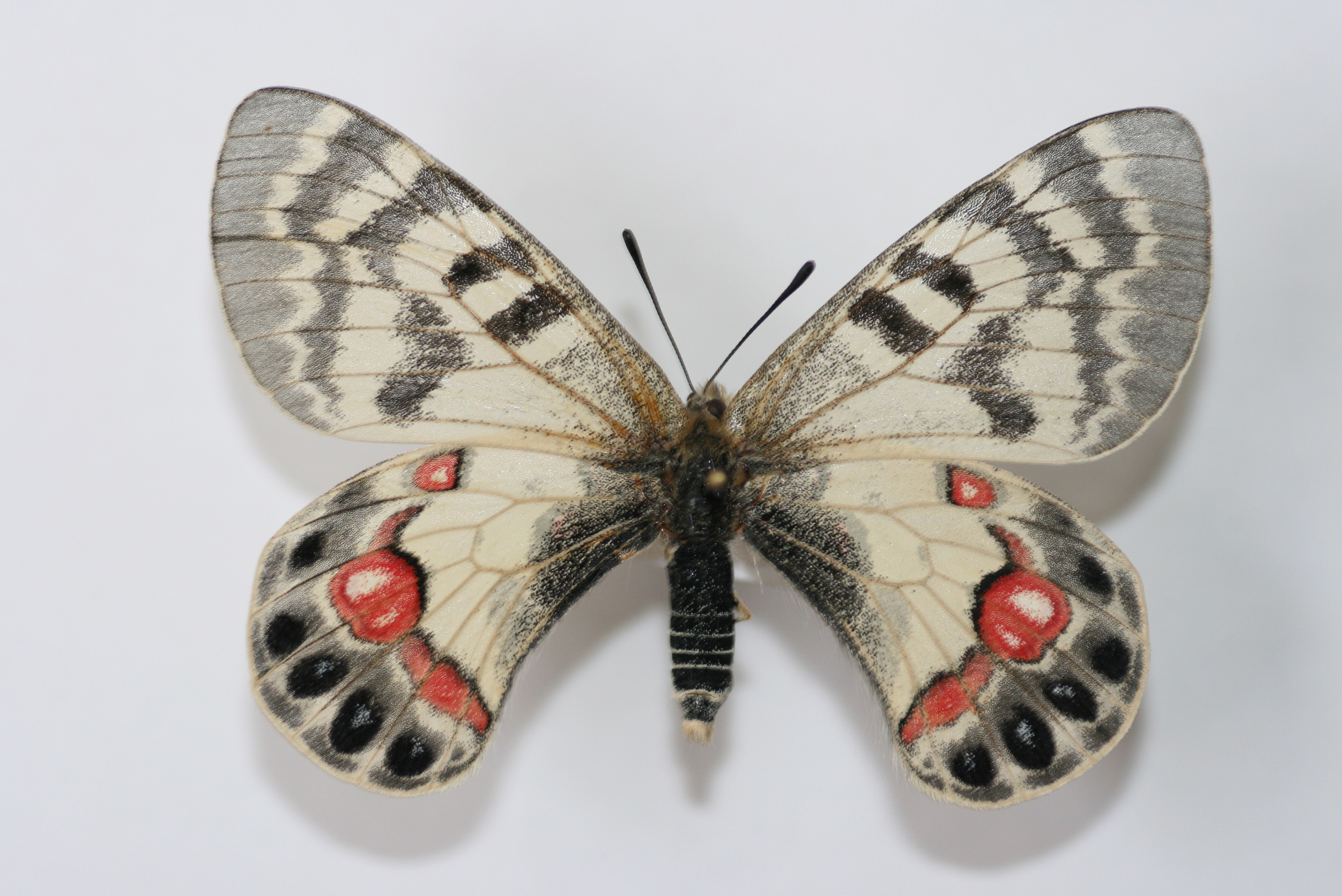
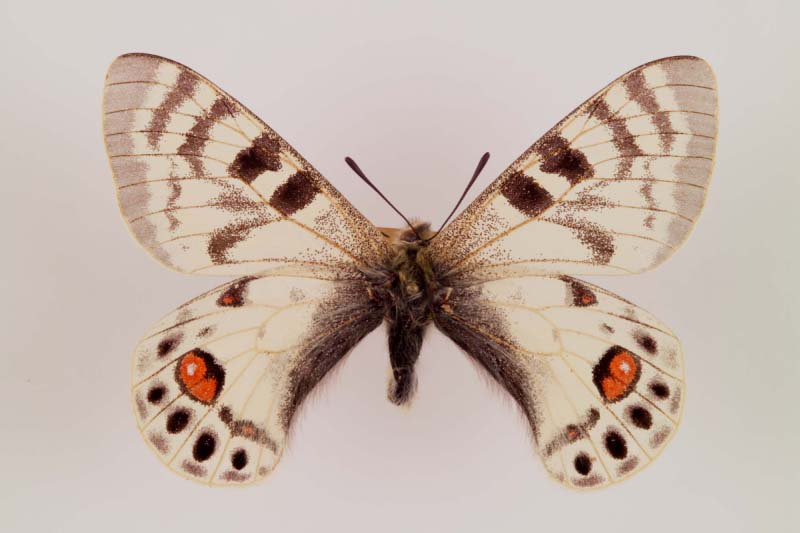